# Adalbéron Ier d'Eppenstein
 Adalbéron d'Eppenstein, né vers 980 et mort le 28 novembre 1039 à Ebersberg en Bavière, fut margrave de Styrie en 1000, puis duc de Carinthie et margrave de Vérone de 1012 jusqu'en 1035, année où il fut déposé. Dès sa nomination, il fonda la première lignée locale des ducs carinthiens ; toutefois, il fut renversé après des affrontements avec la dynastie franconienne. Ce n'est qu'en 1077 que Liutold d'Eppenstein, le petit-fils d'Adalberon, est à nouveau inféodé avec le duché.

## Biographie

### Origines

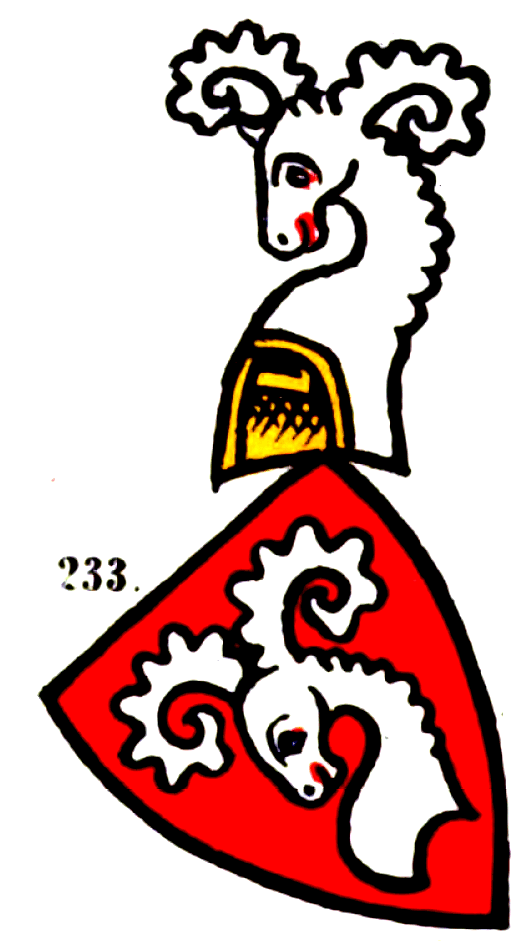
Le blason de la famille Eppenstein.

Adalbéron est issu d'une lignée des comtes originaire de Viehbach en Bavière. Le premier, Markwart, apparaît dans un acte de donation délivré par le roi Conrad Ier en 916. Le père d'Adalbéron, Markwart III († 1000), fut margrave de Styrie résidant au château fort d'Eppenstein dans la vallée de la Mur en Haute-Styrie. Il s'était marié à Hadmudis, fille du comte bavarois Adalbéron d'Ebersberg -qui donna son nom au futur duc- et d'une certaine Liutgarde.
Par son mariage avec Béatrice († après 1025), une fille du duc Hermann II de Souabe, de la famille des Conradiens, Adalbéron est apparenté à l'empereur Conrad II le Salique. Béatrice est en effet la sœur de l'impératrice  Gisèle et de Mathilde, l'épouse du duc Conrad de Carinthie († 1011).

### Règne
Comme successeur de son père Markwart III, Adalbéron contrôle vers 1000 la marche de Styrie le long de la frontière avec le royaume de Hongrie. Il est également comte dans la vallée de l'Enns et à Judenburg, c'est-à-dire le domaine patrimonial des comtes d'Eppenstein avec la vallée de la Mürz. Après la mort de son beau-frère le duc Conrad, l'empereur Henri II lui donne en 1012 le duché de Carinthie et la marche de Vérone avec le Frioul et le Trentin, car le fils du défunt, Conrad le Jeune, est encore un enfant. Adalbéron reçoit également la marche de Carniole et la suprématie dans le comté de Gorizia, y compris la protection comme avoué du patriarcat d'Aquilée.
En 1019, Adalbéron intervient pour émettre des prétentions sur l'héritage de son beau-père Hermann II de Souabe qui après la mort du duc Conrad de Carinthie avait échappé à son fils Conrad le Jeune. Débouté lors d'un bref affrontement armé à Ulm, Adalbéron doit abandonner ses visées sur la Souabe. Vers 1025, il établit le premier monastère dans le duché de Carinthie, l'abbaye de Sankt Georgen dont il est le premier avoué. Grâce à ses bonnes relations avec la dynastie franconienne, il accompagne en 1027 le roi des Romains Conrad II dans son couronnement à Rome, participe à l'élevation de son jeune fils Henri III au rang de coseigneur et intervient le 23 septembre de la même année lors d'un synode au palais de Francfort en tant que  « Porte-glaive » du nouvel empereur.

### Destitution
Adalbéron disparaît des sources quelque temps, jusqu'à ce qu'il soit dépossédé du duché de Carinthie : Le 18 mai 1035, lors de la Diète de Bamberg, il est accusé de trahison par l'empereur Conrad III  du Saint Empire Romain Germanique ; lui et ses fils sont alors bannis et privés de tous leurs titres et domaines. Le contexte dans lequel s'est déroulée la destitution n'est pas déterminé. Les « Annales d'Hildesheim » notent qu'Adalbéron recherchait la vengeance et au début de l'année 1036 a tué  Willehelmum comitem : le comte Guillaume de Friesach, margrave sur la  Sann et époux d'Emma de Gurk, qui était un fidèle de l'empereur. Il trouve refuge dans son château d'Ebersberg (castellum Eresburgh) domaine maternel.
Adalbéron meurt le 12 novembre 1039 sans être rentré en grâce auprès du nouveau roi Henri III. Il fut enterré au monastère de Geisenfeld.

## Union et postérité
Adalbéron avait épousé Béatrice († après 1025), fille du duc Hermann II de Souabe, d'où :
- Markwart IV († 1076), margrave d'Istrie ;
- Adalbéron († 1057), évêque de Bamberg à partir de 1053 ;
- Willibirg (?).

## Sources
- (de) Cet article est partiellement ou en totalité issu de l’article de Wikipédia en allemand intitulé « Adalbero von Eppenstein » (voir la liste des auteurs), édition du 3 mai 2014.